# (8413) Kawakami
(8413) Kawakami est un astéroïde de la ceinture principale.

## Description
(8413) Kawakami est un astéroïde de la ceinture principale. Il fut découvert le 9 octobre 1996 à Kushiro par Seiji Ueda et Hiroshi Kaneda. Il présente une orbite caractérisée par un demi-grand axe de 2,23 UA, une excentricité de 0,12 et une inclinaison de 5,9° par rapport à l'écliptique.

## Compléments